# Stazione di Bussnang
La stazione di Bussnang (in tedesco Bahnhof Bussnang) è una stazione ferroviaria a servizio del comune svizzero di Bussnang sulla ferrovia Wil-Kreuzlingen.

## Storia
La stazione fu attivata il 16 dicembre 1911, in occasione dell'apertura della linea Wil-Kreuzlingen-Costanza.

## Strutture e impianti
La stazione dispone di due binari dotati di marciapiede per il servizio passeggeri. Sono inoltre presenti diversi tronchini in prossimità della stazione, a servizio della vicina sede di Stadler Rail. È dotata di un ampio fabbricato viaggiatori con tetto spiovente.

## Movimento
La stazione è servita dai treni a cadenza semioraria (e che fermano su richiesta) sulla relazione Romanshorn - Wil (linea S10 della rete celere di San Gallo).

## Servizi
Nella stazione sono presenti:
- Sala d'attesa
- Biglietteria automatica[3]

Inoltre, è presente un piccolo parcheggio di interscambio per automobili ed uno per biciclette.